# Norman Borlaug
Norman Ernest Borlaug (Cresco, Iowa, 25. ožujka 1914. - Dallas, Teksas, 13. rujna 2009.), američki agronom, "otac" Zelene Revolucije i dobitnik Nobelove nagrade za mir 1970.